# Approximation de lubrification

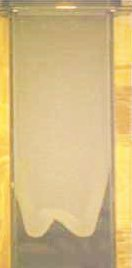
Mince couche de liquide mélangée à des particules, coulant le long d'un plan incliné.

Lorsqu'un liquide est fortement confiné entre deux surfaces, c'est-à-dire que l'épaisseur de liquide est très faible devant les dimensions transversales des parois confinantes, il est possible de simplifier fortement l'équation de Navier-Stokes qui gouverne son écoulement : c'est l'approximation de lubrification, qui permet en particulier de décrire l'écoulement du liquide dans les contacts lubrifiés.

## Exemples de situations de lubrification
Les écoulements intérieurs sont ceux où les frontières du volume de fluide sont connues, et cela inclut les écoulements à l'intérieur des paliers. Ici, un but essentiel de la théorie de la lubrification est de déterminer la distribution de pression dans le volume de fluide, et donc des forces sur les composants du roulement. Le fluide à l'œuvre dans ce cas est souvent appelé lubrifiant.
La théorie de la lubrification des films libres concerne le cas où l'une des surfaces contenant le fluide est une surface libre. Dans ce cas, la position de la surface libre est elle-même inconnue, et l'un des buts de la théorie de la lubrification est alors de la déterminer. La tension superficielle peut alors jouer un rôle, voire être dominante, ce qui fait surgir les questions du mouillage et du démouillage. Pour les films très fins (d'épaisseur inférieure au micromètre, des forces intermoléculaires supplémentaires telles que la pression de disjonction, peuvent devenir importantes.
Un domaine important d'application est la lubrification des composants mécaniques tels que les paliers et les joints mécaniques.  Les techniques de revêtement constituent une autre application majeure, y compris la préparation de films minces, l'impression, la peinture et les adhésifs. Pour les adhésifs, par exemple, la résistance initiale au décollement résulte de la géométrie de lubrification.
L'écoulement d'un fluide dans un conduit ou dans un milieu poreux relève également de la lubrification. Par exemple, en biologie, le mouvement des globules rouges dans de minces capillaires ou l'écoulement de liquide dans les poumons ou dans l'œil.

## Conditions d'application de l'approximation de lubrification
Lorsque {\displaystyle e\ll L} (où {\displaystyle e} est l'épaisseur moyenne entre les parois, et {\displaystyle L} est la dimension transversale caractéristique des parois), alors :
- la composante de la vitesse parallèle aux parois est très grande devant la composante perpendiculaire, que l'on peut négliger ;
- la vitesse varie essentiellement dans la direction perpendiculaire aux parois : on peut donc négliger les dérivées de la vitesse par rapport aux coordonnées parallèles aux parois devant les dérivées par rapport à la coordonnée perpendiculaire ;
- on peut considérer que la pression est constante dans la direction perpendiculaire aux parois.

Un aspect essentiel de cette approximation est que l'on peut négliger le terme inertiel -retrouvant ainsi l'équation de Stokes- lorsque {\displaystyle Re\ll (L/e)} (où {\displaystyle Re} est le nombre de Reynolds associé à l'écoulement), condition beaucoup moins restrictive que la condition habituelle {\displaystyle Re\ll 1} dès lors que {\displaystyle L} est très grand devant {\displaystyle e}.

## Démonstration
On rappelle l'équation de Navier-Stokes pour un fluide newtonien incompressible (bonne approximation pour les liquides) :
où : {\displaystyle {\vec {v}}({\vec {r}},t)} est la vitesse du fluide ; {\displaystyle p({\vec {r}},t)} est la pression dans le fluide ; {\displaystyle \rho } est la masse volumique du fluide ; {\displaystyle \nu } est la viscosité cinématique du fluide ; {\displaystyle t} représente le temps ; {\displaystyle {\overrightarrow {\mathrm {grad} }}} et {\displaystyle \Delta } sont respectivement les opérateurs différentiels gradient et laplacien.
Dans le cas d'un écoulement laminaire parfaitement parallèle (par exemple dans une conduite cylindrique), le terme inertiel présent dans l'équation de Navier-Stokes est rigoureusement nul :
Dans le cas d'un écoulement permanent, c'est-à-dire invariant dans le temps, la dérivée temporelle de la vitesse s'annule et on retrouve alors l'équation de Stokes, et ce quelle que soit la valeur du nombre de Reynolds.
Lorsque les parois et donc l'écoulement ne sont pas tout à fait parallèles, dans quelle mesure est-il possible de négliger tout de même le terme inertiel ?

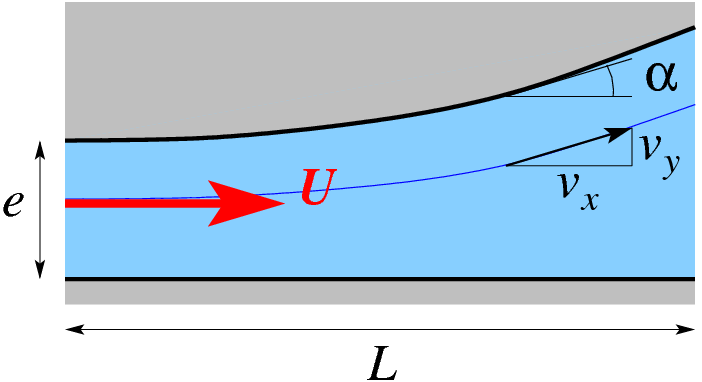
Schéma d'un écoulement fortement confiné

Considérons un liquide fortement confiné entre deux parois, comme représenté sur la figure ci-contre. Afin de simplifier cette étude, on se restreint à un écoulement à deux dimensions (le résultat reste valable pour un écoulement à trois dimensions). On peut projeter l'équation de Navier-Stokes sur les axes {\displaystyle Ox} et {\displaystyle Oy} :
On note {\displaystyle e} l'épaisseur moyenne entre les parois, et {\displaystyle L} l'échelle de variation typique de l'épaisseur (par exemple : taille du contact lubrifié ou période caractéristique de la rugosité des surfaces). On suppose que {\displaystyle e} est très petit devant {\displaystyle L} : {\displaystyle e\ll L}. D'autre part, on note {\displaystyle \alpha } l'angle formé par les deux surfaces confinant le liquide. Pour un angle petit, on peut écrire : 
En remarquant que les variations de l'épaisseur sont inférieures ou de l'ordre de l'épaisseur elle-même, il vient finalement : 
On peut alors estimer l'ordre de grandeur des termes présents dans l'équation de Navier Stokes. 
En notant {\displaystyle U} la vitesse typique (vitesse moyenne) du liquide parallèlement aux parois et en remarquant que l'inclinaison des lignes de courant est de l'ordre de l'angle {\displaystyle \alpha }, on peut estimer l'ordre de grandeur des composantes de la vitesse :
- {\displaystyle v_{x}\ \sim \ U} ;
- {\displaystyle v_{y}\ \sim \ U\tan \alpha \ \sim \ U(e/L)}.

Si l'épaisseur {\displaystyle e} est très petite devant la longueur {\displaystyle L}, on pourra donc négliger {\displaystyle v_{y}} devant {\displaystyle v_{x}}. Ainsi, dans l'équation de Navier-Stokes, les termes faisant intervenir {\displaystyle v_{y}} seront négligeables devant ceux faisant intervenir {\displaystyle v_{x}}. La projection sur O{\displaystyle y} de l'équation de Navier-Stokes se simplifie alors fortement :
indiquant que la variation de pression dans la direction perpendiculaire aux parois peut être négligée.
D'autre part l'échelle de variation de la vitesse perpendiculairement aux parois sera imposée par l'épaisseur {\displaystyle e} entre celles-ci. La dérivée de la vitesse par rapport à {\displaystyle y} sera donc de l'ordre de la valeur typique de la vitesse sur la longueur de variation typique, soit :
De même, l'échelle de variation de la vitesse parallèlement aux parois sera {\displaystyle L} et :
En suivant la même démarche, on peut estimer les dérivées secondes de la vitesse selon {\displaystyle y} :
et selon {\displaystyle x} :
À partir de ces estimations, il est possible de comparer les amplitudes des différents termes intervenants dans l'équation de Navier-Stokes. On remarque tout d'abord que dans le terme visqueux, la dérivée seconde de la vitesse par rapport à {\displaystyle x}, de l'ordre de {\displaystyle U/L^{2}}, sera négligeable devant la dérivée seconde par rapport à {\displaystyle y}, de l'ordre de {\displaystyle U/e^{2}}, lorsque {\displaystyle e} est très petit devant {\displaystyle L}. Le terme visqueux se réduit alors à :
Les deux composantes du terme inertiel seront par contre du même ordre de grandeur :
- {\displaystyle v_{x}{\frac {\partial v_{x}}{\partial x}}\sim U{\frac {U}{L}}\sim {\frac {U^{2}}{L}}} ;
- {\displaystyle v_{y}{\frac {\partial v_{x}}{\partial y}}\sim U(e/L){\frac {U}{e}}\sim {\frac {U^{2}}{L}}}.

Le terme inertiel sera donc négligeable devant le terme visqueux lorsque :
On reconnait dans le premier membre le nombre de Reynolds associé à l'écoulement. La condition de validité de l'approximation de lubrification s'écrit donc :
En régime permanent, l'écoulement du liquide est finalement gouverné par le jeu d'équations suivant :
- {\displaystyle \eta {\frac {\partial ^{2}v_{x}}{\partial y^{2}}}={\frac {\partial p}{\partial x}}};
- {\displaystyle {\frac {\partial p}{\partial y}}=0};